# به‌یافت

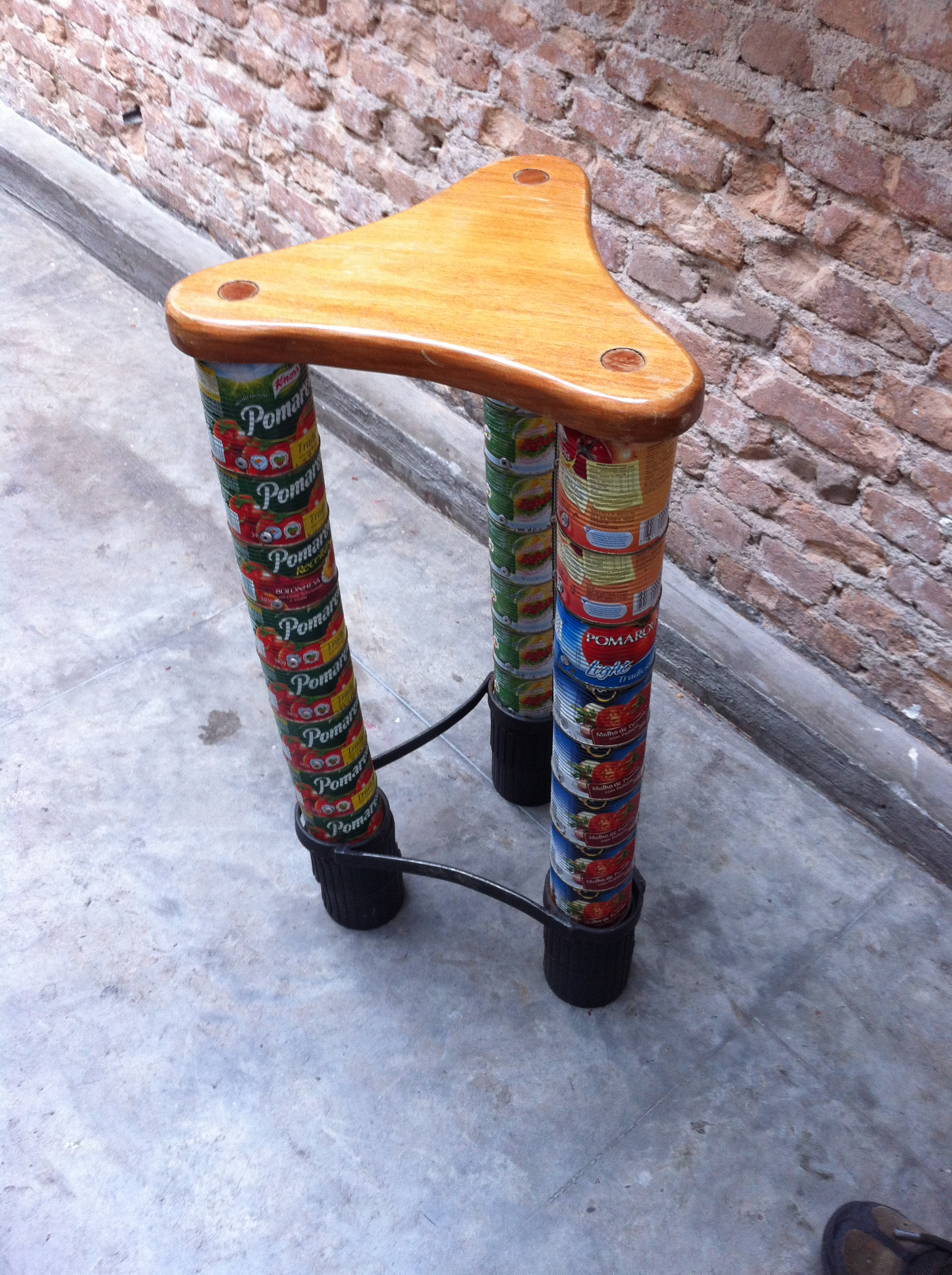
قوطی‌های نوشابه که به صورت صندلی به‌یافته شده است.

بِه‌یافت (به انگلیسی: Upcycling) نوعی از بازیافت است که در آن ماده پسماند، پس از بازیافت کیفیتی بهتر از ماده یا شی اصلی پیدا می‌کند. این امر می‌تواند از طریق بهتر کردن و خالص‌تر کردن خود ماده یا از طریق استفاده مجدد خلاقانه و هنری از پسماند صورت بگیرد.
به‌یافت فرایند تبدیل محصولات جانبی، مواد زائد، محصولات بی فایده یا ناخواسته به مواد جدید یا محصولاتی است که کیفیت بالاتر یا ارزش بیشتری دارند، مانند ارزش هنری یا ارزش زیست‌محیطی.
به‌یافت برعکس بدیافت (به انگلیسی: Downcycling) است که آن نیز یکی از انواع بازیافت به‌شمار می‌آید. بدیافت شامل تبدیل مواد و محصولات به مواد جدید، گاهی با کیفیت پایین‌تر است.

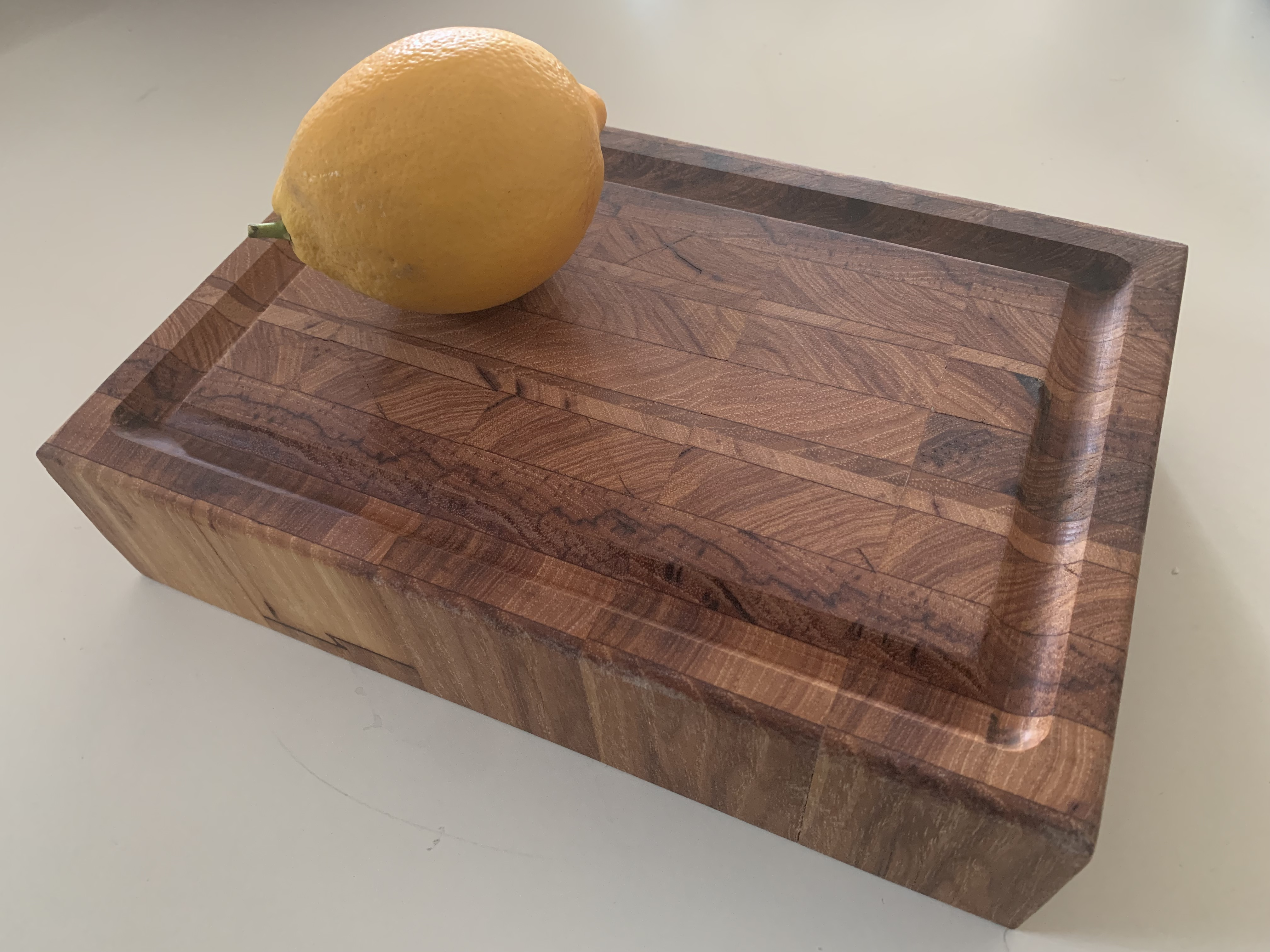
این تخته برش از تخته‌های قدیمی کف یک واگن قطار ساخته شده است.

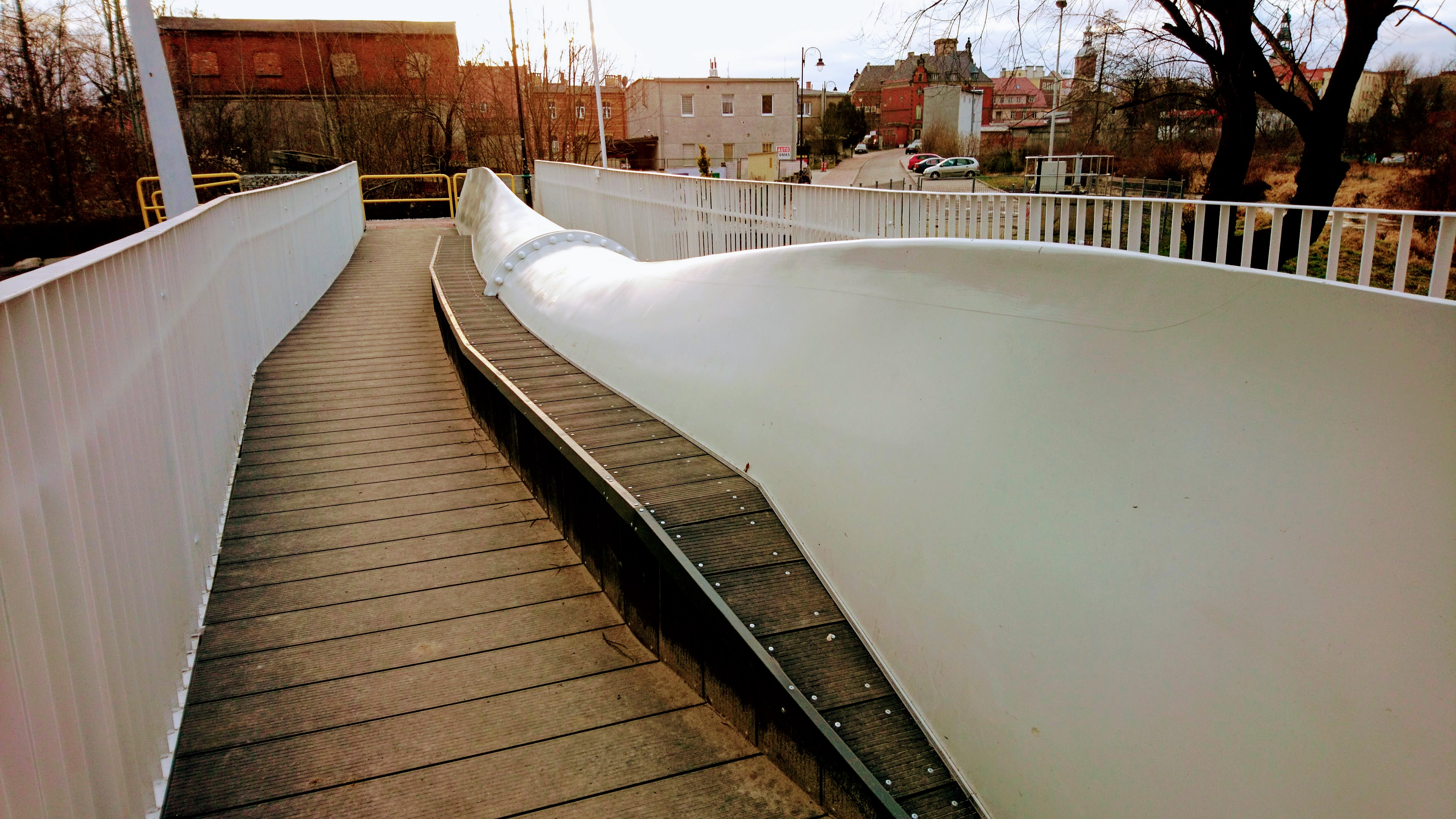
یک چرخ‌پره بادی که آن را بر روی زمین قرار داده و به عنوان پل عابر پیاده استفاده می‌شود. در زپروتاوا